# Edderkoppen (tv-serie)
 For alternative betydninger, se Edderkoppen. (Se også artikler, som begynder med Edderkoppen)
 Edderkoppen er en dansk tv-miniserie i seks afsnit, produceret af DR og sendt første gang 26. marts 2000. Serien blev instrueret af Ole Christian Madsen og havde Jakob Cedergren, Stine Stengade og Bent Mejding i hovedrollerne. I serien medvirkede også mange kendte skuespillere som Bjarne Henriksen, Lotte Andersen, Trine Dyrholm og Thure Lindhardt.
Edderkoppen foregår i 1949 i efterkrigstidens København. Danmark er endnu præget af vareknaphed, rationering og af besættelsestidens mere eller mindre lyssky forretninger. Serien omhandler Edderkopsagen, hvor magtfulde mænd styrede byerne, blandt andet ved hjælp af højtstående mænd i politiet.
Der er skrevet flere bøger om sagen, hvoraf Skorpionen af Hans Scherfig nok er den mest kendte og omdiskuterede.
Svend Aage Hjalmars karakter er løst baseret på Svend Aage Hasselstrøm og Johannes Linde, som er to historiske personer, der havde tætte forbindelser til sortbørshandlen i efterkrigstidens København.

## Medvirkende
- Jakob Cedergren som Bjarne Madsen
- Stine Stengade som Lisbeth Gordan
- Lars Mikkelsen som Ole Madsen
- Bent Mejding som Hans Christian Vissing
- Lars Bom som Arthur Næslund
- Bjarne Henriksen som Svend Aage Hjalmar
- Birthe Neumann som Vera Madsen
- Louise Mieritz som Eva Lund
- Flemming Enevold som Georg Vandbjerg
- Peter Steen som Ingvar Gordan
- Preben Harris som Wilhem Davidsen
- Ghita Nørby som Ella Davidsen
- Claus Ryskjær som Harry "Væsel" Pihl
- Max Hansen Jr. som Ove Ramsing
- Henrik Koefoed som Pedersen
- Susse Wold som Kitty Gordan
- Steen Springborg som Taulov
- Trine Dyrholm – "Topsy"
- Thure Lindhardt som Jesper "Billy" Vissing
- Thomas Bo Larsen som Søfyrsbøderen
- Jimmy Jørgensen som "Krølle"
- Steen Stig Lommer som "Carlo"
- Mikkel Vadsholt som "Røde"
- Lars Brygmann som politiadvokat Dam-Nielsen
- Lotte Andersen som Lillian Olsen
- Nikolaj Lie Kaas som Rudolph Novak
- Mikkel Hasselflug som Volmer Olsen
- Gerard Bistrup som Svend "Svenne" Christoffersen
- Niels Anders Thorn som Greven
- Ole Thestrup som Foto-Bent
- Henrik Prip som Aaberg
- Klaus Bondam som Gylling
- Troels Lyby som overbetjent Walter
- Peter Rygaard som Hjort
- Paprika Steen som Helga Krogh
- Nikolaj Steen som Busch
- Søren Pilmark som professor Jørgen Schiøtt
- Kjeld Nørgaard som Asmus
- Jens Jørn Spottag som Thuesen
- Al Agami som Chip
- Bent Conradi som Jessen
- Jesper Asholt som betjent
- Paul Hüttel som betjent

## Handling
Afsnit 1
Journalisten Bjarne Madsen (Jakob Cedergren), der arbejder på Social-Demokraten, har fået et tip om omfattende sortbørshandel i København og mødes med Væsel (Claus Ryskjær) på bodegaen Kronborg og følges med ham til et pakhus. Her forhandler han om et parti varer med Arthur (Lars Bom). Han tager fotografier på vejen ud, men bliver opdaget og jagtet. To personer, Ramsing og Pedersen (Max Hansen Jr. og Henrik Kofoed) fanger ham, tager filmen og giver ham tæsk. Tilbage på avisen går han til den respekterede kriminalrapporter H.C. Vissing og prøver at få ham med på sagen, men det ønsker han ikke.
Han tager telefonen på Vissings kontor og får tip om to lig, der er skyllet op fra Øresund. Han bliver forvekslet med kriminalpolitiet fra København og får lov at komme hen og se ligene, indtil kriminalbetjente Ramsing og Pedersen dukker op. Han når dog at finde ud af, at ansigterne er væk på begge lig, og den ene har en frakke på fra tøjforretningen Oxford House.
Madsens kollega og redaktør Eva Lund (Louise Mieritz) er meget interesseret i ham, og de er i biografen sammen. Her ser han Kitty Gordan som er en ny filmstjerne. 
Madsen bliver sat til at læse en bog udgivet af Georg Vanbjerg (Flemming Enevold), som er direktør for varehuset Oxford House, og interviewe ham om bogen. I varehuset møder han tilfældigt Kitty Gordan.
Sammen med Vissing tager Madsen til pressemøde på Politigården, men kriminalinspektør Gordan siger, at der ikke var noget udsædvanligt at berette om ligene, hvilket får Madsen til at konkludere, at han dækker over noget.
Han kommer på sporet af Svend Åge Hjalmar, som tilsyneladende styrer den kriminelle underverden i København. Væsel får ham med til en privatfest hos Hjalmar, hvor han møder Lilian Olsen, som siger hendes mand Volmer er forsvundet.
Afsnit 2
Madsen får opbagning fra Vissing i sin søgen efter at afsløre Hjalmars forbryderorganisation og begynder at få lidt opbakning fra sin kollega H.C. Vissing. De aftaler med Væsel, at han skal forsøge at finde ud af, hvem chaufføren var, som kørte Volmer Olsen og Rudolph Novak til fiskerbåden, inden de angiveligt blev myrdet og kastet i Øresund. En oplysning som denne vil være som "at finde guld" ifølge Væsel.
Madsen bliver kontaktet Vanbjerg, som fortæller ham mere om hans fortid og fremtidsplanerne, som inkluderer en stor donation til en fond.
Væsel er blevet hentet ind til afhøring på Politigården, og får en hårdhændet behandling af Ramsing og Pedersen.
Madsens storebror, Ole (Lars Mikkelsen), vender hjem fra USA og 25.000 kr i amerikanske dollars, som han vil bruge på at starte en jazzklub.
Madsen får besked om at møde op hos Væsel, fordi han har et tip om at han "har fundet guld". Da han når frem, finder han Væsel hængt i lejligheden.
Afsnit 3
Ole får kontakt med Hjalmar, som skal hjælpe med at veksle de ulovligt indsmuglede dollars. Han køber en tom bygning, som han vil lave til jazzklubben Harlem Club.
Afsnit 4
Hjalmar meddeler Ole, at nogle af hans dollars var falske, og at han derfor skylder Hjalmar 25.000 kr. Han tvinger ham til at hjælpe med at læsse et parti indsmuglede biler af en skib. Madsen og Vissing overvære dette og får taget adskillige billeder af de implicerede.
Dagen efter kommer det på forsiden af avisen, og Pedersen begår selvmord grundet afsløringen.

## Produktion
Café Bommen på Amager blev brugt til bodegaen Kronborg.
Oxford House blev filmet både udenfor og indenfor på Lyngby Rådhus. Imidlertid er "Oxford House"-interiører er Radiohusets Koncertsals foyer-areal, Flere scener er optaget på Københavns Politigård (den runde gård) samt i politigårdens korridorer med det krumme forløb. Københavns Frihavn (6. afsnit).